# Stor-Öratjärnen, Hälsingland
Stor-Öratjärnen är en sjö i Härjedalens kommun i Hälsingland och ingår i Ljusnans huvudavrinningsområde.